# Eduard Osredečki
Eduard Osredečki (21. svibnja 1940.), hrvatski je gospodarstvenik, publicist i nakladnik.

## Životopis
Eduard Osredečki rođen je 21. svibnja 1940. godine i školovan je u Zagrebu, gdje je diplomirao hrvatski jezik i književnost i engleski jezik (1964.) te magistrirao (1967.) s posebnim obzirom na hrvatsku književnost pod mentorstvom akademika Ive Frangeša. Kao student surađivao je s Radio Zagrebom (1962.) na pisanju glazbeno-govornih emisija te dobio nagradu Jugoslavenske radiotelevizije za tekst emisije „Muzički život Šenoina Zagreba“. Također, u svibnju 1994. godine nagrađen je Prvomajskom nagradom Zagrebačkog sveučilišta za najbolji književni esej. Zaposlio se (1965.) u Izdavačkom poduzeću Mladost u Zagrebu kao savjetnik za knjige; ovdje radi na poslovima odnosa s javnošću, što uključuje prva predstavljanja knjiga ovog poduzeća od godine 1966. godine pa nadalje (ujedno prve prezentacije u tadašnjoj SFRJ). Godine 1970. imenovan je šefom službe za odnose s javnošću, a zatim i rukovoditeljem marketinga „Mladosti“. Uveo je metodologiju marketinga u izdavačko-knjižarsku djelatnost te surađivao s istaknutim zagrebačkim propagandnim i marketinškim agencijama (OZEHA, Interpublic, Vjesnik AM i dr).
Stalno je sudjelovao u izobrazbi knjižara, kao i u izvođenju brojnih izložbi i sajmove, među kojima se posebno isticala Izložba knjiga za djecu i omladinu u Umjetničkom paviljonu u Zagrebu. Već 1968. godine na njoj sudjeluju svi tadašnji izdavači. Na inicijativu Eduarda Osredečkog, početkom sedamdesetih, ova manifestacija seli na Zagrebački velesajam; bio je to začetak danas poznatog Interlibera. Inicirao je hrvatske telefonske „žute stranice“ i prostor privatnosti u šalterskom poslovanju.
U dva mandata obnašao je dužnost predsjednika Udruženja propagandista Hrvatske (danas Hrvatski oglasni zbor), a u osam godišta biran je za člana predsjedništva istog. Započeo je s nakladničkom djelatnošću UPH izdavanjem stručnih priručnika i glasila udruženja. 
Na njegov poticaj, 27. travnja 1994. godine osnovana je krovna hrvatska udruga za odnose s javnošću „Hrvatska udruga za odnose s javnošću“ (PR Croatia) u kojoj je izabran za prvog predsjednika, a već 1995. godine izdao je prvi hrvatski priručnik iz ove struke: Odnosi s javnošću/ Public Relations. 
Još prije toga, 1984. godine izdao je u vlastitoj nakladi svoju prvu knjigu: „Suvremeni bonton“. S vlastitim nakladništvom nastavio je (1990.) nakon registracije tvrtke Edo d.o.o., odnosno Naklade Edo, specijalizirane za stručnu literaturu iz područja komuniciranja, bontona i marketinga. Na ove teme objavio je više od sto stručnih članaka za hrvatske poslovne časopise, održao brojne seminare i konzultacije u privatnom i javnom sektoru. Za svoj rad, osim gore spomenutih, primio je više nagrada i priznanja.

## Djela
- Dobar imidž & Hrvatska: stari-novi brend pod europskim nebom
- Suvremeni bonton i Novi suvremeni bonton (10 izdanja)
- Sodobni bonton /Slovenski prijevod/ (3 izdanja)
- Poslovni bonton /Slovenski prijevod/ (2 izdanja)
- Kultura poslovnog komuniciranja (5 izdanja)
- Poslovno komuniciranje & Poslovni bonton (4 izdanja)
- Nova kultura poslovnog komuniciranja
- 100 poslovnih pravila u tržišnim aktivnostima
- 100 pravila poslovanja na tržišču /Slovenski prijevod/
- 101 savjet u tržišnom i uredskom poslovanju
- Odnosi s javnošću / Public Relations
- Odnosi s potrošačkom javnošću u trgovini
- Marketing iz dana u dan
- Sve što poduzetnik treba znati (Više autora; uredio Eduard Osredečki)
- Savršena sekretarica
- Poslovna tajnica
- Popolna poslovna tajnica /Prijevod na slovenski/
- Sve o lijepoj našoj domovini Hrvatskoj
- Welcome to Croatia
- Umijeće telefoniranja & telemarketing
- Kako se (samo)zaposliti
- Hrvatske narodne junačke pjesme /U izdanju gradišćanskih Hrvata/
- Časopis Marketing u praksi (2 godišta)

Također, autorom je više od sto članaka iz područja komuniciranja, odnosa s javnošću i slično. Zajedno s Amalijom-Bebom Osredečki preveo je i uredio djelo J. C. Levinsona Marketing Gerila.

## Nagrade i priznanja
- „Nagrada za životno djelo“ (Hrvatski oglasni zbor/ bivši UPH, Zagreb 4. prosinca 2010.)
- „Zahvala HUOJA prvom predsjedniku“ (Hrvatska udruga za odnose s javnošću, Zagreb 2. travnja 2004.)
- Plaketa- priznanje „GrandPRix“ osnivaču HUOJ-a (Hrvatska udruga za odnose s javnošću, (Zagreb, 12. lipnja 2007.)
- „Diploma“ Udruženja izdavača i knjižara Jugoslavije za višegodišnji rad i doprinos unapređivanju položaja knjige (Beograd, listopada 1974.)
- „Priznanje“ za izvanredni doprinos razvoju privredne propagande (redakcija časopisa Privredna propaganda, Beograd 12. studenoga 1972.)
- „Priznanje“ izdavačko knjižarskog poduzeća Mladost za 15-godišnju suradnju i zalaganje na radu (Zagreb, 23. travnja 1982.)